# Ignacio Ortíz

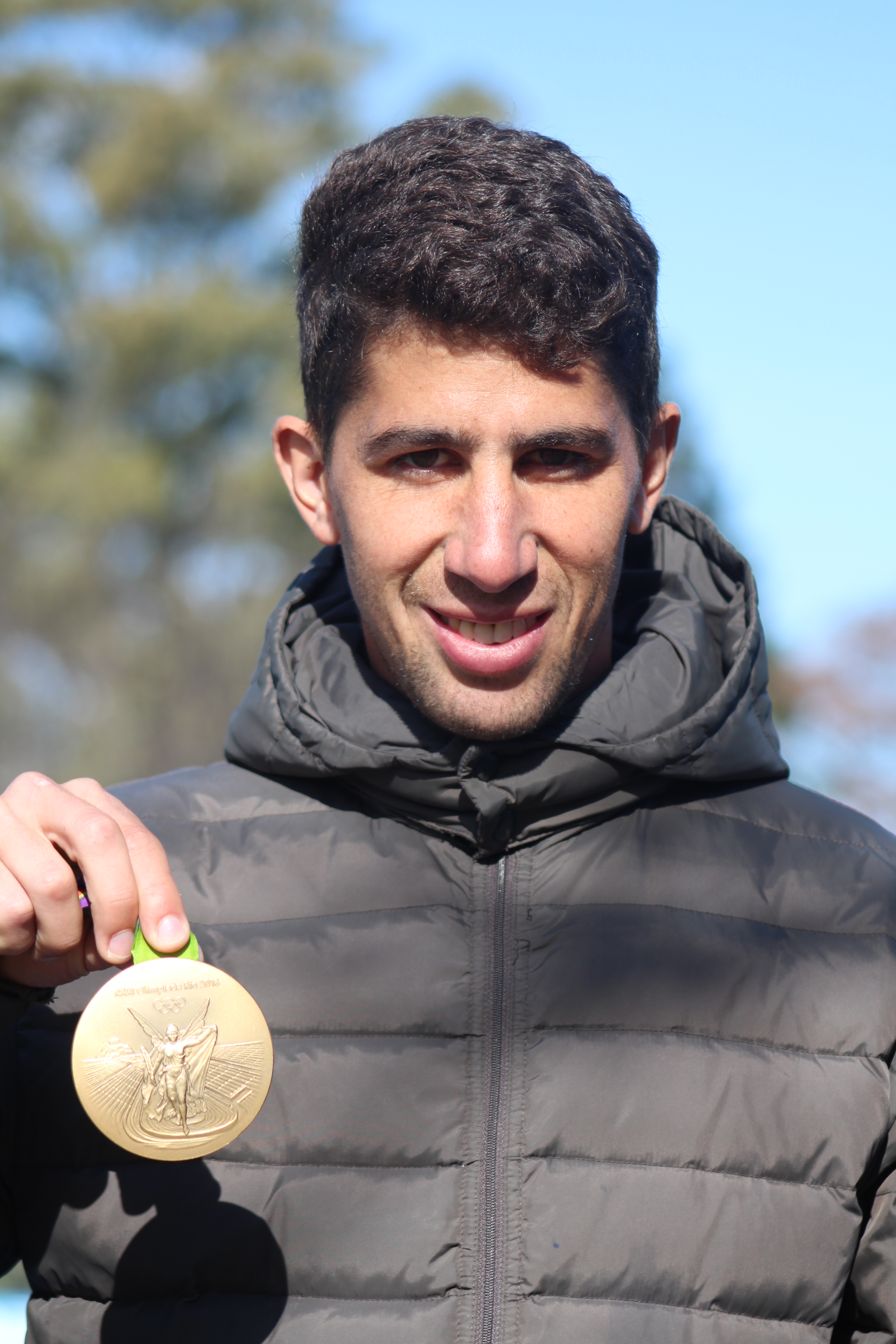
Ortíz mit seiner olympischen Goldmedaille (2016)

Ignacio Horacio Ortíz (* 26. Juli 1987 in Olivos, Partido Vicente López) ist ein argentinischer Hockeyspieler. 2016 war er mit der argentinischen Nationalmannschaft Olympiasieger.

## Sportliche Karriere
2013 siegten die Argentinier bei den Südamerikameisterschaften. 2014 fanden in Santiago de Chile die Südamerikaspiele 2014 statt. Im Finale schlugen die Argentinier die chilenische Mannschaft mit 8:1, wobei Ortíz im Finale zwei Treffer erzielte. 2015 gewannen die Argentinier im Finale der Panamerikanischen Spiele in Toronto gegen die Kanadier mit 3:0.
Bei den Olympischen Spielen in Rio de Janeiro belegten die Argentinier in ihrer Vorrundengruppe den dritten Platz hinter den Niederländern und den Deutschen. Im Viertelfinale bezwangen sie die spanische Mannschaft mit 2:1 und im Halbfinale besiegten sie die Deutschen mit 5:2. Im Finale gegen die belgische Mannschaft siegten die Argentinier mit 4:2 und waren damit Olympiasieger. Ignacio Ortíz war in allen acht Partien dabei und erzielte im Finale den zweiten Treffer für die Argentinier.
Ende 2018 belegten die Argentinier bei der Weltmeisterschaft in Bhubaneswar den siebten Platz. Bei den Panamerikanischen Spielen 2019 in Lima trafen die Argentinier im Finale einmal mehr auf die Kanadier und gewannen zum dritten Mal in Folge den Titel. Bei den Olympischen Spielen in Tokio schied die argentinische Mannschaft im Viertelfinale mit 1:3 gegen die Deutschen aus.
Insgesamt bestritt Ignacio Ortíz bis April 2021 über 170 Länderspiele für Argentinien. Der Heimatverein des 1,80 m großen Mittelfeldspielers ist Banco Provincia in Vicente López.